# Roberto Fertonani
Roberto Fertonani (Rivarolo Mantovano, 4 febbraio 1926 – Milano, 9 febbraio 2000) è stato un traduttore, saggista e germanista italiano.

## Biografia
Fu uno dei principali studiosi italiani di letteratura tedesca; lavorò a lungo per Mondadori. Tradusse principalmente opere di Bertolt Brecht e Johann Wolfgang von Goethe, e curò anche libri di Thomas Mann. Nel suo comune d'origine, Rivarolo (Provincia di Mantova), è stato creato un concorso di poesia che porta il suo nome.

## Opere

### Curatele
- Da Saffo a Alceo: Antologia della lirica eolica, Milano, Il saggiatore, 1959
- Antologia della lirica tedesca, Milano-Napoli, Ricciardi, 1967
- Giovani poeti tedeschi, Torino, Einaudi, 1969
- Thomas Mann, La morte a Venezia; Tristano; Tonio Kroger, Milano, Mondadori, 1970
- Thomas Mann, I Buddenbrook, Milano, Mondadori, 1970
- Franz Kafka, Il processo, Milano, Mondadori, 1971
- Franz Kafka, America, Milano, Mondadori, 1972
- Thomas Mann, Cane e padrone; Disordine e dolore precoce; Mario e il mago, Milano, Mondadori, 1972
- Thomas Mann, Le teste scambiate; La legge; L'inganno, Milano, Mondadori, 1972
- Antologia della poesia tedesca, Milano, Mondadori, 1977 (con Elena Giobbio Crea)
- Thomas Mann, Doctor Faustus: la vita del compositore tedesco Adrian Leverkuhn narrata da un amico, Milano, Mondadori, 1980
- Hermann Hesse, Poesie, Milano, Mondadori, 1985
- Johann Wolfgang von Goethe, Tutte le poesie, Milano, Mondadori, 1989-1994 (2 tomi, 4 voll.; con Enrico Ganni)

### Saggi
- Per conoscere Brecht, Milano, Mondadori, 1970

### Traduzioni
- Bertolt Brecht, Io Bertolt Brecht: canzoni, ballate, poesie, Milano, Avanti!, 1959
- Hans Lamer et al., Dizionario della civiltà classica, Milano, Il saggiatore, 1959 (con Fernando Solinas e Adriana Pegoraro)
- Bertolt Brecht, Scritti teatrali, Torino, Einaudi, 1962 (con Emilio Castellani e R. Mertens)
- Bertolt Brecht, Libro di devozioni domestiche, Torino, Einaudi, 1964
- Bertolt Brecht, Poesie 1918-1933, Torino, Einaudi, 1968 (con Emilio Castellani)
- Johannes Bobrowski, Poesie, Milano, Mondadori, 1969 (anche curatela)
- Bertolt Brecht, L'abici della guerra, Torino, Einaudi, 1972
- Johann Wolfgang von Goethe, Ballate, Milano, Garzanti, 1975 (anche curatela)
- Günter Grass; Enrico Baj, Dodici poesie e sette disegni, Milano, Edizioni 32, 1976 (con Emilio Picco)
- Clemens Brentano, Poesie, Milano, Guanda, 1977 (anche curatela)
- Thomas Mann, Romanzi brevi, Milano, Mondadori, 1977 (anche curatela)
- Johann Wolfgang von Goethe, Elegie romane, Milano, Mondadori, 1979 (anche curatela)
- Novalis, Inni alla notte, Milano, Mondadori, 1982
- Johann Wolfgang von Goethe, Ifigenia in Tauride, Milano, Garzanti, 1985 (anche curatela)
- Johann Wolfgang von Goethe, Viaggio in Italia, Milano, Mondadori, 1987
- Bertolt Brecht, Baal, Torino, Einaudi, 1990